# Edgar Iwans
Edgar Iwans (ros. Эдгар Иванс; ur. 22 kwietnia 1975 w Królewcu) – rosyjski wioślarz.

## Osiągnięcia
- Mistrzostwa Świata Juniorów – Årungen 1993 – dwójka ze sternikiem – 2. miejsce[1].
- Mistrzostwa Świata – St. Catharines 1999 – dwójka ze sternikiem – 6. miejsce[1].
- Mistrzostwa Świata – Sewilla 2002 – ósemka – 10. miejsce[1].
- Mistrzostwa Świata – Banyoles 2004 – czwórka ze sternikiem – 11. miejsce[1].
- Mistrzostwa Świata – Gifu 2005 – ósemka – 6. miejsce[1].
- Mistrzostwa Świata – Eton 2006 – ósemka – 7. miejsce[1].
- Mistrzostwa Świata – Monachium 2007 – ósemka – brak[1][2].
- Mistrzostwa Europy – Ateny 2008 – ósemka – 2. miejsce[1].